# Sons of the Forest
Sons of the Forest is een computerspel ontwikkeld door Endnight Games en uitgegeven door Newnight voor Windows. Het survival horrorspel was op 23 februari 2023 te spelen als vroegtijdige toegang (early access) en is uitgekomen op 22 februari 2024.

## Plot
Jaren na de gebeurtenissen van het voorgaande spel wordt een groep militaire huurlingen naar een eiland uitgezonden om de vermiste familie Puffton op te sporen. Onderweg worden de helikopters neergeschoten, en de overlevenden Jack en Kelvin moeten zich verdedigen tegen kannibalen en mutanten.

## Ontvangst
| Recensiescore       | Recensiescore |
| Recensieverzamelaar | Score         |
| ------------------- | ------------- |
| Metacritic          | 86%           |
| Publicist           | Score         |
| IGN                 | 9             |

Het spel ontving zeer positieve recensies. Men prees de verbeteringen ten opzichte van het voorgaande spel The Forest, waaronder het level en de graphics. Kritiek was er op de matige prestaties en een onvolledig verhaal.
Op Metacritic, een recensieverzamelaar, heeft het spel een score van 86%.
Het spel was in de eerste dag na uitgave ruim een miljoen keer verkocht.